# Heterotropus sulphureus
Heterotropus sulphureus är en tvåvingeart som beskrevs av Paramonov 1929. Heterotropus sulphureus ingår i släktet Heterotropus och familjen svävflugor. Inga underarter finns listade i Catalogue of Life.